# 頭城忠魂碑
頭城忠魂碑，於臺灣宜蘭縣頭城鎮武營里的石碑，1936年立，今列宜蘭縣文化資產一般古物。

## 歷史
頭城忠魂碑為1936年4月5日建，雕刻者為下川正吉，為駐紮頭圍日本陸軍步兵大尉竹內主計和長篠田之森兩人共同豎立，同年4月22日竣工。正面刻有「忠魂碑」，為臺灣軍司令官陸軍大將寺內壽一所題。背面刻有元吉六次郎、榎本德次郎、地曳平五郎、足立西一、木村總藏等五名殉職士兵名字。經調查，這些士兵多為些日本千葉縣人。

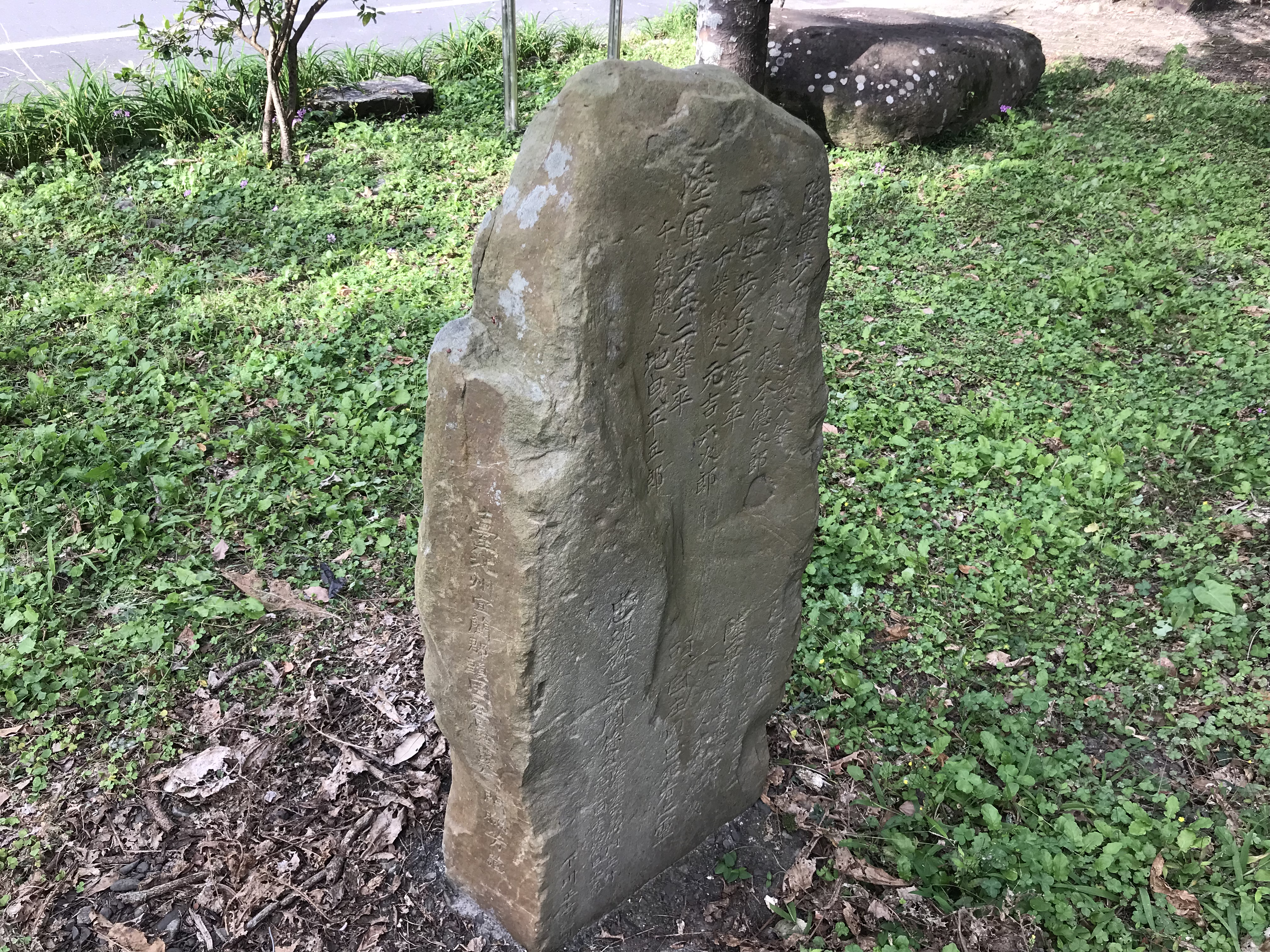
背面照

碑體高4尺、寬1尺5寸，材質為溪石。該碑體原置於原本設在頭城消防小隊後方，立在長寬各3尺3寸之石製碑臺上。當地人黃坤福回憶，小學時他們會定期前往致敬。
戰後時期，林才添擔任宜蘭縣期間，將此碑移到附近的武營巷做為村婦們的洗衣板。碑臺不復見原貌。1995年，頭城鎮武營排水整治工程時，該碑被找到，由武營里長黃坤福決定重新豎立。後立於武營社區公園旁，環境潮濕易積水。2007年12月27日，由中華電信宜蘭區經理高健智提供經費布置燈飾後，鎮長陳秀暖等人前往參觀。
2016年，頭城鎮民代表游錫財、武營里里民簡聰祥向宜蘭縣政府文化局建議列為古物。次年，縣府以其見證頭城地區抗日的歷史事蹟、且保存較為完整具有珍貴性及稀有性為理由，列為一般古物。